# Muusoctopus leioderma
Muusoctopus leioderma is een inktvissensoort uit de familie van de Enteroctopodidae. De wetenschappelijke naam van de soort werd voor het eerst geldig gepubliceerd in 1911 door Berry als Polypus leioderma.